# National Board of Review Awards 1930
La 2ª edizione dei National Board of Review Awards si è tenuta nel 1930.
Non ha assegnato un premio al miglior film, ma ha segnalato i migliori dieci film e i migliori film stranieri dell'anno.

## Migliori dieci film
- All'ovest niente di nuovo (All Quiet on the Western Front), regia di Lewis Milestone
- Holiday, regia di Edward H. Griffith
- Laughter, regia di Harry d'Abbadie d'Arrast
- The Man from Blankley's, regia di Alfred E. Green
- Marocco (Morocco), regia di Josef von Sternberg
- Outward Bound, regia di Robert Milton
- Romanzo (Romance), regia di Clarence Brown
- Il sottomarino (Men Without Women), regia di John Ford
- Street of Chance, regia di John Cromwell
- L'uomo e la bestia (Tol'able David), regia di John G. Blystone

## Migliori film stranieri
- Due cuori a tempo di valzer (Zwei Herzen im Dreiviertel Takt), regia di Géza von Bolváry
- High Treason, regia di Maurice Elvey
- La linea generale (Staroye i novoye), regia di Sergej Michajlovič Ėjzenštejn
- Tempeste sull'Asia (Potomok Chingis-Khana), regia di Vsevolod Illarionovič Pudovkin
- La terra (Zemlya), regia di Aleksandr Petrovič Dovženko